# Laurent Malet
Pour les articles homonymes, voir Malet.
Laurent Malet est un acteur français né sous le nom complet de Laurent Marie Guespin-Malet le 3 septembre 1955 à Bayonne.
Il est le fils de Florence Malet et de Jean-Jacques Guespin, le frère jumeau de l'acteur Pierre Malet, qui porte aussi ce pseudonyme en se nommant (Pierre) Marie Guespin-Malet, et le demi-frère d'Olivier, Lison et Charlotte Guespin, dont la mère, Geneviève Galéa, est aussi celle, notamment, d'Emmanuelle Béart.

## Biographie

### Formation et débuts
Formé en suivant les cours de Tsilla Chelton à l'ENSATT (rue Blanche), et ceux de Blanche Salant au centre américain de Paris, Laurent Malet est engagé pour jouer le petit-fils de Curd Jürgens dans la série télévisée La Foire réalisée par Pierre Viallet (1977).
Après ses débuts sur les planches dans La guerre de Troie n'aura pas lieu dans le rôle de Troïlus auprès de Claude Jade en 1975, il accède aux premiers rôles en 1978 en incarnant le personnage d'Andrew aux côtes de Donald Sutherland et Stéphane Audran dans Les Liens de sang de Claude Chabrol.

### Carrière
La même année, Gilles Béhat lui confie le rôle principal dans Haro ! tandis qu'il incarne le fils d'Yves Montand dans Les Routes du sud de Joseph Losey. Il est ensuite le fils de Lino Ventura dans L'Homme en colère (1979), puis celui d'Annie Girardot dans Le Cœur à l'envers (1980).
Sa prestation dans le rôle de Roger Bataille fait impression dans Querelle  (1982), dernier film réalisé par Rainer Werner Fassbinder d'après le roman Querelle de Brest de Jean Genet.
Il tient également la vedette aux côtés de Sandrine Bonnaire dans Tir à vue réalisé par Marc Angelo (1984) et il est aux côtés de Francis Huster dans Parking réalisé par Jacques Demy (1985).
En 1987, il joue aux côtés de son frère Pierre Malet dans le téléfilm de Jeanne Labrune La Part de l'autre. Il avait déjà eu un petit rôle avec son frère dans Comme un boomerang avec Alain Delon, où ils font une courte apparition (1976).
Toujours en 1987, il crée le rôle du client aux côtés d'Isaac de Bankolé dans la pièce de Bernard-Marie Koltès Dans la solitude des champs de coton mise en scène par Patrice Chéreau au théâtre Nanterre-Amandiers. Ces représentations sont suivies d'une tournée européenne ainsi que d'une télédiffusion sous la direction de Benoît Jacquot.
Son interprétation du personnage de Kirilov est saluée dans Les Possédés, film réalisé par Andrzej Wajda (1988) d'après le roman de Fiodor Dostoïevski.
Il revient à la scène en 1989 pour jouer dans la pièce Le Transport amoureux mise en scène par Antoine Vitez au théâtre de l'Odéon.
En 1994, il s'essaie à la réalisation en tournant le court métrage Au nom d'un chien d'après Jérôme, une nouvelle de Louis Hémon, avec Jean-Marc Barr comme interprète.
Il se met ensuite par deux fois dans la peau d'Arthur Rimbaud, qu'il incarne d'abord dans le téléfilm L'Homme aux semelles de vent de Marc Rivière (1995), puis dans la pièce Rimbaud, dernière escale qu'il cosigne et crée au théâtre Molière/Maison de la Poésie (1999).
En 2003, il joue aux côtés de Bernard Giraudeau dans le film Ce jour-là de Raoul Ruiz, réalisateur qu'il retrouve pour La Maison Nucingen (2008).

### Famille
Très attaché à son frère et à sa mère, dont il porte usuellement le nom seul, il se voit demander par cette dernière, atteinte d'un cancer du cerveau en phase terminale, de mettre fin à ses souffrances, histoire qu'il raconte dans son livre En attendant la suite paru en 2007. Il interpelle à cette occasion les candidats à l'élection présidentielle afin que l'État légifère sur l'euthanasie.

### Vie privée
Il partage la vie de la comédienne Isabelle Renauld depuis 1987. Ils ont un fils, Théo, né en 1988.

## Filmographie

### Cinéma
- 1976 : Comme un boomerang de José Giovanni : le premier fils Feldman
- 1978 : Les Routes du sud de Joseph Losey : Laurent Larréa
- 1978 : Les Liens de sang de Claude Chabrol : Andrew
- 1978 : Haro ! de Gilles Béhat : Jill
- 1979 : L'Homme en colère de Claude Pinoteau : Julien Dupré
- 1979 : Bobo Jacco de Walter Bal : Jacques dit « Jacco »
- 1980 : La légion saute sur Kolwezi de Raoul Coutard : Damrémont
- 1980 : Le Cœur à l'envers de Franck Appréderis : Julien
- 1982 : Invitation au voyage de Peter Del Monte : Lucien
- 1982 : Querelle de Rainer Werner Fassbinder : Roger Bataille
- 1983 : À mort l'arbitre de Jean-Pierre Mocky : Teddy
- 1984 : Viva la vie de Claude Lelouch : Laurent Perrin
- 1984 : Cuore de Luigi Comencini : Enrico Bottini adulte
- 1984 : Tir à vue de Marc Angelo : Richard
- 1985 : Parking de Jacques Demy : Calaïs
- 1986 : La Puritaine de Jacques Doillon : François
- 1987 : Charlie Dingo de Gilles Béhat : Mathieu
- 1987 : Dear America - Lettres du Vietnam (Dear America : Letters Home from Vietnam) de Bill Couturié : récitant
- 1988 : Les Possédés d'Andrzej Wajda : Kirillov
- 1999 : Le Plus Beau Pays du monde de Marcel Bluwal : le commissaire de quartier
- 2003 : Ce jour-là de Raoul Ruiz : Roland
- 2008 : La Maison Nucingen de Raoul Ruiz : Bastien

#### Réalisateur/Scénariste
- 1993 : Au nom d'un chien, court métrage réalisé d'après Jérôme, une nouvelle de Louis Hémon, avec Jean-Marc Barr

### Télévision
- 1976 : Le Siècle des lumières de Claude Brulé (téléfilm) : un page
- 1977 : La Foire de Pierre Viallet (téléfilm) : Pierre
- 1977 : Rendez-vous en noir de Claude Grinberg (mini-série) : Alex
- 1977 : Un juge, un flic de Denys de La Patellière, épisode 4 Le Mégalomane (série télévisée) : François Santis
- 1979 : Histoires insolites (série télévisée), épisode Tu comprends ça soldat ! de Pierre Granier Deferre : Mitch Clarke
- 1981 : Les Avocats du diable d'André Cayatte(téléfilm)  : Maître Pierre Chabrier
- 1982 : Pleine lune de Jean-Pierre Richard (téléfilm) : Martin Peyrol
- 1984 : Les Belles années (Cuore) de Luigi Comencini (mini-série) : Enrico Bottini adulte
- 1986 : Vengeance (Sword of Gideon) de Michael Anderson (téléfilm) : Jean
- 1987 : La Part de l'autre de Jeanne Labrune (téléfilm) : Romain
- 1988 : Au nom du peuple français de Maurice Dugowson (émission) : Pierre Daunou
- 1988 : Non basta una vita (série télévisée), épisode 1 de Mario Caiano
- 1989 : Un Français libre (The Free Frenchman) de Jim Goddard (mini-série) : Michel Le Fresne
- 1991 : Dans la solitude des champs de coton, mise en scène de Patrice Chéreau, réalisation de Benoit Jacquot (téléfilm) : le dealer
- 1991 : Le Premier Cercle (The First Circle) de Sheldon Larry (téléfilm) : Valadine Innokenti
- 1993 : La Grande collection (série télévisée), épisode Monsieur Ripois de Luc Béraud : Monsieur Ripois
- 1994 : La Grande collection (série télévisée), épisode Le Feu follet de Gérard Vergez : Alain Rebours
- 1995 : Arthur Rimbaud, l'homme aux semelles de vent de Marc Rivière (téléfilm) : Arthur Rimbaud
- 1997 : Marion du Faouët de Michel Favart (téléfilm) : Olivier
- 2001 : Le Prix de la vérité de Joël Santoni (téléfilm) : Josselin Fabre
- 2001 : Des croix sur la mer de Luc Béraud (téléfilm) : Jean Palu
- 2004 : Les Amants du bagne de Thierry Binisti (téléfilm) : Camille Desfeuilles
- 2005 : Galilée ou l'Amour de Dieu de Jean-Daniel Verhaeghe (téléfilm) : Beneto Castelli
- 2007 : Commissaire Cordier, saison 1, épisode 12 Classe tout risque d'Éric Petit (série télévisée) : Frédéric Meyer
- 2014 : La Voyante de Henri Helman (téléfilm) : Michel Perrin
- 2014 : L'Héritière d'Alain Tasma (téléfilm) : Philippe Keller
- 2016 : Section Zéro d'Olivier Marchal (série télévisée) : Papa Charly

## Théâtre
- 1975 : La guerre de Troie n'aura pas lieu de Jean Giraudoux, mise en scène Jacques Mauclair, Théâtre des Célestins (Lyon)
- 1982 : Le Paradis sur terre de Tennessee Williams, mise en scène Pierre Romans, Centre national dramatique de Reims
- 1982-1983 : La Fleur au fusil, adaptation française par Nicole Strauss et Philippe Derrez de For King and Country de John Wilson, mise en scène François Maistre, Théâtre de l'Ouest parisien (Boulogne-Billancourt)
- 1985 : Le crime était presque parfait, adaptation française de la pièce Wait Until Dark de Frederick Knott, mise en scène Théo Jehane, Théâtre Montreux-Riviera (Suisse)
- 1987 : Dans la solitude des champs de coton de Bernard-Marie Koltès, mise en scène Patrice Chéreau, Théâtre Nanterre-Amandiers (Nanterre) : le client
- 1987 : Le Transport amoureux, mise en scène Antoine Vitez, Théâtre national de l'Odéon (Paris)
- 1988 : Retours de Pierre Laville, mise en scène Patrice Kerbrat, Théâtre national de l'Odéon (Paris), La Criée (Marseille) : Julien
- 1988-1989 : Dans la solitude des champs de coton (nouvelle version), mise en scène Patrice Chéreau, Festival d'Avignon, tournée européenne : le dealer
- 1996 : Conversation dans le Loir-et-Cher d'après Paul Claudel, mise en scène Pierre Franck, Théâtre de l'Atelier (Paris)
- 1999 : Rimbaud, dernière escale de Michel Rachline avec la collaboration de Laurent Malet, d'après la correspondance de la famille Rimbaud, mise en scène Nada Strancar, Théâtre Molière/Maison de la Poésie (Paris)

## Publication
- En attendant la suite, Paris, Le Cherche midi, coll. « Documents », 2007, 276 p. (ISBN 978-2-7491-0856-8, présentation en ligne)